# おやまのかばちゃん
『おやまのかばちゃん』は、石田英助による日本の漫画作品。なお、主人公かばちゃんは「カバ」を擬人化したものである。
第2回小学館漫画賞（1956年度）受賞作品。

## 登場人物
かばちゃん
本作の主人公。カバを擬人化した存在。
やぎせんせい
先生。やぎを擬人化した存在。